# سانتا ریتا (مونتانا)
سانتا ریتا (به انگلیسی: Santa Rita) یک منطقهٔ مسکونی در ایالات متحده آمریکا است که در شهرستان گلاسیر، مونتانا واقع شده‌است. سانتا ریتا ۸٫۲۸ کیلومتر مربع مساحت و ۱۱۳ نفر جمعیت دارد و ۱٬۱۵۶ متر بالاتر از سطح دریا واقع شده‌است.